# Trận Podol
Trận Podol, còn gọi là Trận Podoll là một hoạt động quân sự trong cuộc Chiến tranh Bảy tuần năm 1866, đã diễn ra vào ngày 26 tháng 6 năm 1866 trong chiến dịch quyết định ở xứ Böhmen, tại Podol – một địa điểm nằm trên sông Iser. Đây là một cuộc giao chiến quyết liệt, và kết thúc với chiến thắng của lực lượng tiền vệ thuộc Binh đoàn thứ nhất của quân đội Phổ dưới quyền tổng chỉ huy của Hoàng tử Friedrich Karl – nói cách khác là Lữ đoàn số 15 dưới sự điều khiển của Chuẩn tướng Julius von Bose – trước "Lữ đoàn Sắt" do tướng Ferdinand Poschacher von Poschach chỉ huy thuộc Quân đoàn I của Đế quốc Áo dưới quyền chỉ huy của viên tướng Edouard Clam-Gallas. Trận chiến Podol được xem như thắng lợi lớn đầu tiên của các lực lượng Phổ trong cuộc chiến tranh với Áo, khiến cho Cam-Gallas phải phát lệnh thực hiện một cuộc rút lui hoàn toàn sau khi phải hứng chịu những thiệt hại nặng nề. Trong khi đó, quân đội Phổ thắng trận chỉ bị thiệt hại nhỏ, và trận đánh này đã cho thấy tác dụng của hỏa lực khủng khiếp của súng trường nạp hậu Dreyse của người Phổ trong việc quét sạch hoàn toàn các đoàn quân hùng dũng của đối phương (trước đó, chiến thuật hỏa lực của người Phổ đã giáng đòn nặng nề vào quân Áo trong trận Hühnerwasser). Chiến thắng Podol và sức mạnh của súng trường nạp hậu của quân Phổ đã đặt tiền đề cho những gì còn lại của chiến dịch Böhmen. Ngoài ra, thắng lợi trong trận đánh về đêm tại Podol tạo điều kiện cho quân Phổ tiến đến Gitschin theo con đường ngắn nhất.
Vào nửa cuối tháng 6 năm 1866, ba binh đoàn của Phổ đã xâm chiếm Böhmen và hoạch định là sẽ hội quân tại Gitschin. Sau khi kéo quân đến Reichenberg, Hoàng tử Friedrich Karl – Tổng tư lệnh Binh đoàn thứ nhất của Phổ – đã ra lệnh cho đội quân chủ lực của ông chờ nghênh chiến với Binh đoàn Elbe của Áo vào ngày 26 tháng 6 năm 1866. Trong ngày hôm ấy, lực lượng tiền vệ của quân Phổ đã đến Hühnerwasser và đánh bại một đạo quân của Áo. Tuy nhiên, Friedrich Karl đã phái Sư đoàn số 8 tiến hành thám sát Liebenau. Sau một cuộc đụng độ, quân kỵ binh Áo phải rút chạy xuống Turnau tới Münchengrätz. Hoàng tử Phổ đã ra lệnh cho hai sư đoàn khác của ông tiến quân, và họ đã đến Eisenbrod và Turnau. Trong khi ấy, Sư đoàn số 8 tiếp tục bước tiến của mình, và đến đêm ngày 26 tháng 6, quân tiên phong của Lữ đoàn số 15 (tướng Von Bose) đã đến Podol. Sau khi hội kiến với viên chỉ huy quân đội xứ Sachsen, Cam-Gallas quyết định tạo một cú thọc vào chiến tuyến sông Iser trước khi quân tiếp viện của Phổ nhập cuộc. Và, trong đêm hôm đó, "Lữ đoàn Sắt" của Áo đã tiến quân, trong khi khi tư lệnh lữ đoàn của Áo là tướng Poschacher còn vắng mặt và Đại tá von Bergou đã chỉ huy lữ đoàn thay ông. Các thành phần thuộc "Lữ đoàn Sắt" của Áo đã "chào đón" các lực lượng kỳ binh Phổ tiến xuống từ hướng bắc bằng một loạt đạn và dựng chiến lũy tại thị trấn Podoll. Mặc dù bị đánh thiệt hại nặng, lính bắn súng trường của Phổ đã nhanh chóng phản hồi. Tiếng súng nổ ầm ĩ trên trận địa, song Thiếu tá Hagen – người chỉ huy của Tiểu đoàn số 2 – đã kịp thời tăng viện cho lính Jäger của Phổ. Được sự tiếp viện của ba tiểu đoàn bộ binh, quân đội Phổ đã tiếp tục tiến công. Quân đội Áo đã phát động một cuộc tấn công bằng lưỡi lê để đánh bật địch thủ ra khỏi Podoll,, và hai bên đã cận chiến khốc liệt trên đường phố để tranh giành quyền kiểm soát Podoll. Trước sức mạnh khủng khiếp của súng trường nạp hậu của Phổ, với tốc độ bắn nhanh và chính xác, các đội hình dày đặc của Áo đã trở thành miếng mồi ngon. Sau khi cuộc tấn công của quân Áo bị mất đà, quân Phổ với tinh thần kỷ cương cao thừa thắng đã thọc sâu và thị trấn, trên từng nẻo đường, đẩy bật quân Áo qua sông Iser. Von Poschacher cùng với Cam-Gallas bị buộc phải hủy bỏ các đợt tấn công của mình.
Trong khi các lực lượng Phổ đang cầm chắc thế thượng phong tại Podol, một tiểu đoàn khác của Phổ đã vượt ngược sông Iser, nhằm tấn công vào sườn và hậu quân của các lực lượng Áo đang chiến đấu trong thị trấn. Mặc dù vậy, họ đã vấp phải hai tiểu đoàn trừ bị của Poschacher vốn đang trú ẩn trong một căn nhà đá. Cam-Gallas đã xuống lệnh cho lực lượng trừ bị của mình tiến công quân Phổ, song, mặc dù bị áp đảo hoàn toàn về quân số, quân đội Phổ đã đánh cho đối phương thiệt hại nặng nề. Ba cuộc tấn công của quân đội Áo đã bị đánh bại, sau đó các đại đội Phổ đã rút lui do hết đạn. Cuộc bại trận tại Podol đã mang lại thiệt hại gấp 10 lần, và cuối cùng đã buộc Cam-Gallas phải tiến hành rút quân về Münchengrätz vào đầu buổi sáng ngày 27 tháng 6. Sự nhiệt huyết và năng động của các tướng lĩnh Phổ (trong đó có sự quyết đoán và năng nổ của tướng Von Bose), và sự thiếu quyết đoán của bộ chỉ huy quân Áo được xem là những nguyên nhân dẫn đến đại thắng của quân Phổ tại trận Podol. Đồng thời, cũng như những trận đánh khác trong khúc dạo đầu của cuộc chiến, trận Podol đã chứng tỏ rõ rệt ưu thế về mặt chiến thuật của Phổ. Với chiến thắng tại Podol, Von Bose đã đục thủng chiến tuyến sông Iser của Tổng tư lệnh quân đội Áo Ludwig von Benedeck, đặt tiền đề cho ba binh đoàn Phổ hợp vây quân Áo.